# John Forrester (Maler)
 John Forrester  (* 21. Juni 1922 in Wellington, Neuseeland; † 22. Dezember 2002 in Calice Ligure, Italien) war ein neuseeländischer Maler.

## Leben und Werk
John Forrester heuerte mit zwölf Jahren als Schiffsjunge auf einem Handelsschiff an und ging mit seiner Seemannstasche mit nichts als ein paar Socken, Skizzenpapier und Bleistiften auf Weltreise. Mit fünfzehn verkaufte er sein erstes Bild und bat den Käufer um Rückgabe des Rahmens, um diesen später wieder für ein anderes Gemälde verwenden zu können. Zu Beginn des Zweiten Weltkriegs meldete Forrester sich freiwillig zur neuseeländischen Armee und nahm an den Kämpfen im Pazifischen Ozean und in Nordafrika teil.
1945 kehrte er nach Neuseeland zurück. 1946 hatte er seine erste Einzelausstellung in Wellington. Er studierte Architektur und erwarb auch einen Abschluss, widmete sich dann aber ganz der Malerei. Im Jahr 1953 ging er nach Europa. Er lebte erst in St Ives (Cornwall) in Großbritannien und bekam dort Kontakt zur britischen Malergruppe St Ives Group, zu der unter anderem Bryan Wynter, Peter Lanyon, Terry Frost, Patrick Heron, William Scott und Roger Hilton gehörten. 1958 zog er nach Siena in Italien, beschäftigte sich mit den Malern des Mittelalters und der Renaissance und ging dann 1960 nach Paris.
Im Jahr 1964 wurden Arbeiten von ihm auf der documenta III in Kassel in der Abteilung Malerei gezeigt. Seine Gemälde, meist Ölmalerei, gehören zur Abstrakten Malerei, die oft einen collageartigen Bildaufbau erfährt.
1973 reiste er nach Calice Ligure in Italien und beschloss, sich aus dem öffentlichen Kunstbetrieb zurückzuziehen. Er zeigte kein Interesse mehr an der Vermarktung seiner Arbeiten, die dennoch in den ständigen Sammlungen von mehr als einem Dutzend Museen in England, Neuseeland, Frankreich, Irland, den USA und Australien zu finden sind.
John Forrester war mit der Schriftstellerin Viviane Forrester verheiratet.